# Conepatus
Conepatus é um gênero de mamíferos carnívoros da família Mephitidae aparentados com os cangambás e encontrados nas três Américas. Eles possuem focinho comprido e garras fortes, ambos para procurar comida no solo. Sua dieta inclui principalmente insetos e vermes. São raramente vistos devido a seus hábitos noturnos. Durante o dia dormem em suas tocas.

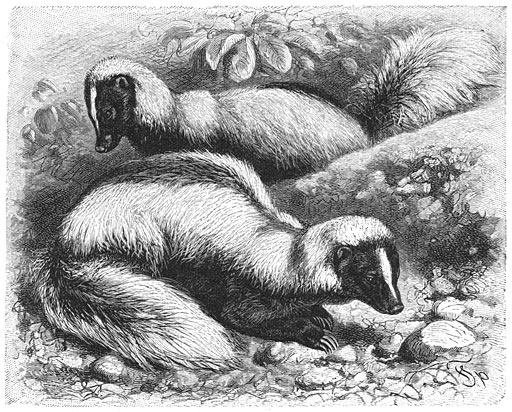
Conepatus humboldtii

## Espécies
- Conepatus chinga
- Conepatus humboldtii
- Conepatus leuconotus
- Conepatus mesoleucus
- Conepatus semistriatus